# Cerea
Cerea est une commune italienne de la province de Vérone, dans la région Vénétie.

## Histoire
Elle fut le théâtre le 12 septembre 1796 d'une rencontre entre les armées françaises et autrichiennes. 

## Administration
| Période                                  | Période | Identité | Étiquette | Qualité |
| ---------------------------------------- | ------- | -------- | --------- | ------- |
|                                          |         |          |           |         |
| Les données manquantes sont à compléter. |         |          |           |         |

### Hameaux
Asparetto, Aselogna, Cherubine, Palesella e Santa Teresa in Valle

### Communes limitrophes
Angiari, Bergantino, Bovolone, Casaleone, Concamarise, Legnago, Melara, Ostiglia, San Pietro di Morubio, Sanguinetto